# Kovács Lajos (polgármester)
Kovács Lajos (Tállya, 1839. augusztus  11. – Miskolc, 1915. január 16.) jogász, Miskolc polgármestere, aki nem volt hivatalban.

## Élete
Kovács Lajos iskolai tanulmányait Sárospatakon végezte, majd az itteni Jogakadémián tanult 1861 és 1863 között. Jogi pályáját Egerben kezdte, majd 1867-ben költözött Miskolcra. A Hunyadi utcán lakott, később átköltözött a Kun József utcára (ma Kishunyad utca 6.). Az 1848-as függetlenségi eszmékben hitt, ezért is látogatta meg Kossuth Lajost Turinban, Mocsáry Lajos (1826–1916), Borsod vármegyei alispán társaságában. Később ő lett a Függetlenségi és Negyvennyolcas Párt megyei elnöke. Elnöke volt a Miskolci Ügyvédi Kamarának, 1895-ben pedig Borsod vármegye tiszti főügyésze lett.
Soltész Nagy Kálmán után őt jelölték polgármesternek, de a jelölés hatalmas – jogi köntösbe bújtatott – politikai csatározásba torkollott. 1902. június 24-én a városi közgyűlés megválasztotta polgármesternek. Megtartotta programbeszédét, letette a hivatali esküt és átvette a város pecsétjét. A polgármesteri címre szintén pályázó dr. Németh Imre ügyvéd és támogatói azonban minden alkalmat kihasználtak a megbízatás ellehetetlenítésére. Jogi csatározásokba kezdtek, névleg a „tisztinyugdíj szabályzat” elveire hivatkozva, ami miatt Kovács Lajos nem tudta elfoglalni az előírás szerinti nyolc napon belül a  polgármester székét, így lemondottnak számított. Kovács Lajos valóban lemondott úgy, hogy ténylegesen sohasem volt Miskolc gyakorló polgármestere. Új procedúra kezdődött, melynek során Szentpáli István lett a polgármester.

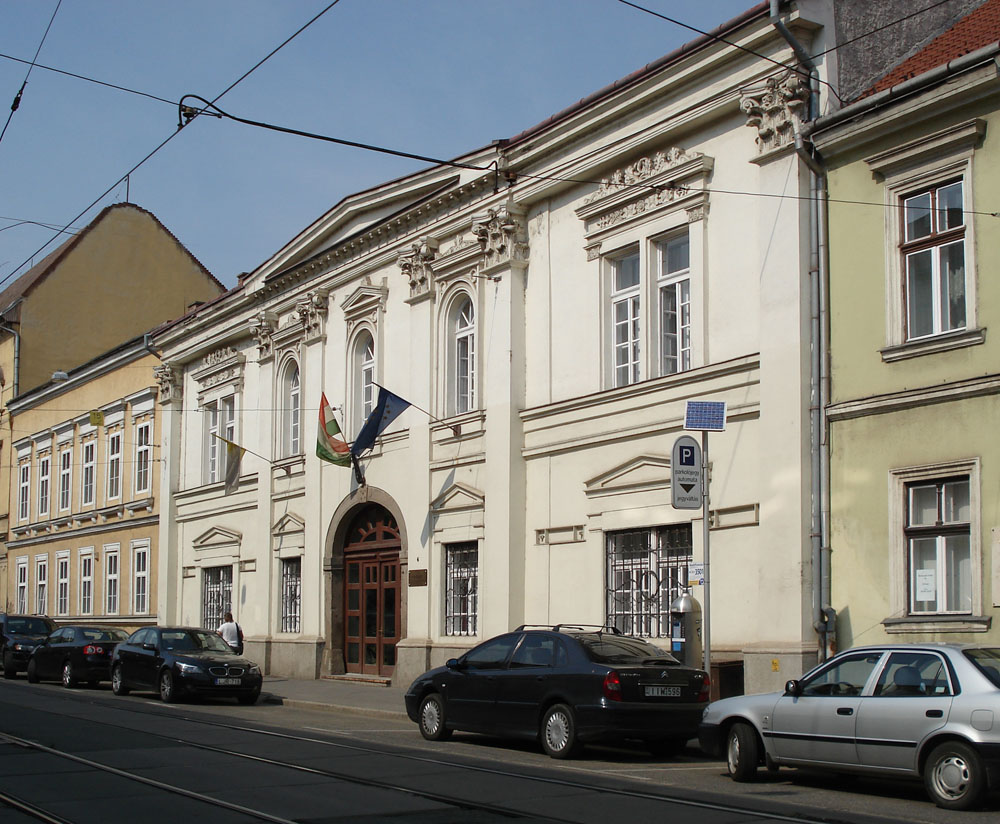
Kovács Lajos Hunyadi utcai lakóháza (ma Szent Teréz Leánykollégium)

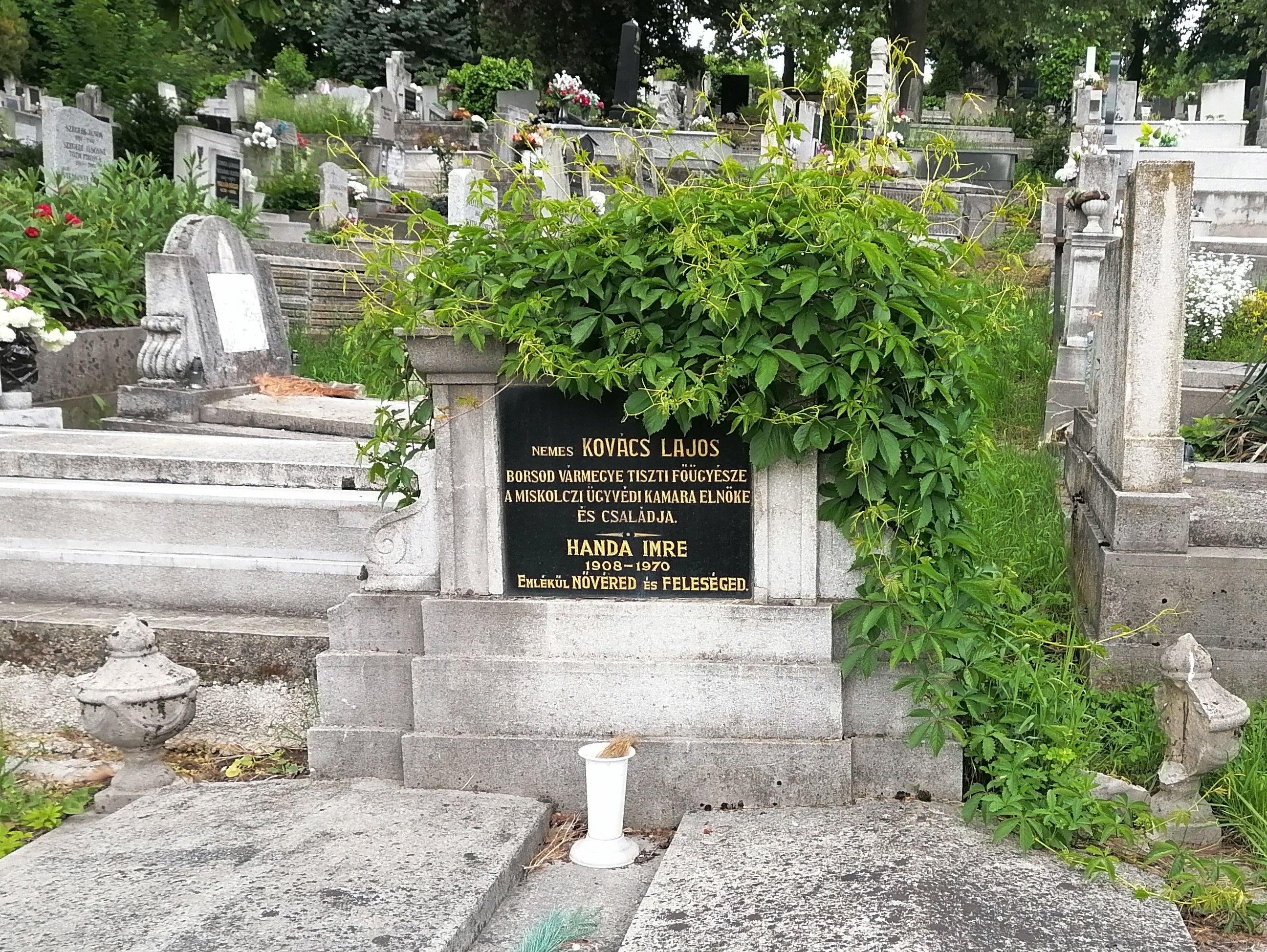
Sírja a Deszkatemetőben

Kovács Lajos 1915-ben hunyt el, halála alkalmából a város érdekében végzett munkájáról jegyzőkönyvben emlékeztek meg: „… az elhunyt egy emberöltőn át volt tagja a törvényhatóságnak, bizottságnak, illetve előzően a képviselő testületnek. Ezen hosszú idő alatt … a városunknak politikai közjótékonysági társadalmi téren lelkes buzgalommal működő tagja volt. Az ő tiszteletreméltó emléke nem fog elmúlni a testi elmúlást jelentő halálával…”.